# شيرمان مايلز
شيرمان مايلز (بالإنجليزية: Sherman Miles)‏ هو عسكري وسياسي أمريكي، ولد في 5 ديسمبر 1882 بواشنطن العاصمة في الولايات المتحدة، وتوفي في 7 أكتوبر 1966 في نفس البلد. حزبياً، نشط في الحزب الجمهوري. وقد انتخب عضو مجلس نواب ماساتشوستس.